# Dunedinia
Dunedinia és un gènere d'aranyes araneomorfes de la subfamília Erigoninae, dins de la família Linyphiidae.
Fou descrit per primera vegada per Alfred Frank Millidge l'any 1988.

## Distribució
Es pot trobar a Nova Zelanda i Austràlia.

## Llista d'espècies
Segons The World Spider Catalog 12.0:
- Dunedinia decolor Millidge, 1988
- Dunedinia denticulata Millidge, 1988 (Espècie tipus)
- Dunedinia occidentalis Millidge, 1993
- Dunedinia opaca Millidge, 1993
- Dunedinia pullata Millidge, 1988